# 한혜경 (1985년)
한혜경(1985년 5월 20일 ~ )는 대한민국의 배우이다.

## 학력
- 부산대학교 현대무용학과

## 연기 활동

### 드라마
- 2008년 : KBS2 수목드라마 《전설의 고향 - 오구도령》 ... 연화 역

### 뮤직비디오
- 2006년 : 트랜스픽션 - Time to say goodbye

## 광고
| - 2006년 : 맥심 - 2006년 : 버터와플 - 2007년 : 알펜시아 - 2008년 : 농협생명 - 2008년 : 아사히맥주 - 2009년 : 롯데백화점 - 2009년 : KTF - 쿡앤쇼(유연석과 동시 출연) - 2012년 : 홈 앤 쇼핑 - 2006년 : 일본 - 산토리 와인 - 2006년 : 중화권 - 리조이스 샴푸 - 2007년 : 중화권 - 매이직페이스 마스크 - 2011년 : 중화권 - 달리 치약 - 2012년 : 중화권 - 친쥬이캔디 - 2012년 : 중화권 - PT악세사리 - 2012년 : 중화권 - 디차이샴푸 - 2012년 : 중화권 - 의류브랜드 션머 |

## 수상
- 2004년 : 제74회 미스춘향 선발대회 美